# Crossville (Tennessee)
Crossville is een plaats (city) in de Amerikaanse staat Tennessee en valt bestuurlijk gezien onder Cumberland County.
Bij de plaats ligt de Horace Burgess's Treehouse.

## Demografie
Bij de volkstelling in 2000 werd het aantal inwoners vastgesteld op 8981.
In 2006 is het aantal inwoners door het United States Census Bureau geschat op 10.840, een stijging van 1859 (20.7%).

## Geografie
Volgens het United States Census Bureau beslaat de plaats een oppervlakte van
39,1 km², waarvan 38,2 km² land en 0,9 km² water. Crossville ligt op ongeveer 572 m boven zeeniveau.

## Plaatsen in de nabije omgeving
De onderstaande figuur toont nabijgelegen plaatsen in een straal van 32 km rond Crossville.

## Geboren
- Mandy Barnett (1975), country- en americanazangeres en toneelactrice
- Julie Ann Emery (1975), actrice, filmregisseuse en filmproducente